# Gregorella humida
Gregorella humida — вид лишайників, що належить до монотипового роду Gregorella.